# مجلس الوزراء الأمني لإسرائيل
مجلس وزراء الأمن السياسي (بالعبرية : הקבינט המדיני—ביטחוני) أو لجنة وزراء الشؤون الأمنية (بالعبرية : ועדת השרים לענייני ביטחון) هو منتدى محدود لمجلس الوزراء الداخلي داخل الحكومة الإسرائيلية برئاسة رئيس الوزراء، وذلك بهدف وضع الخطوط العريضة لسياسات الخارجية والدفاع وتنفيذها. ويتم تعيين أعضاء هذا المنتدى للقيام بمهام تنسيق المفاوضات الدبلوماسية، وفي أوقات الأزمات والحروب بحيث يعمل على اتخاذ قرارات سريعة وفعالة.